# جيمس إل. فورمان
جيمس إل. فورمان (بالإنجليزية: James L. Foreman)‏ هو قاضي ومحامي أمريكي، ولد في 12 مايو 1927 في متروبوليس في الولايات المتحدة، وتوفي في 3 يونيو 2012 في بادوكا في الولايات المتحدة.